# مسابقات جهانی ژیمناستیک هنری ۱۹۳۰
مسابقات جهانی ژیمناستیک هنری ۱۹۳۰ نهمین دوره مسابقات جهانی ژیمناستیک هنری است که در لوکزامبورگ از ۱۲ تا ۱۴ ژوئیه ۱۹۳۰ میلادی برگزار شده است.

## جدول مدال‌ها
| رتبه | کشور                             | طلا | نقره | برنز | مجموع |
| ۱    | جمهوری فدرال سوسیالیستی یوگسلاوی | ۴   | ۱    | ۲    | ۷     |
| ۲    | چکسلواکی                         | ۲   | ۳    | ۴    | ۹     |
| ۳    | مجارستان                         | ۱   | ۱    | ۰    | ۲     |
| ۴    | فرانسه                           | ۰   | ۲    | ۱    | ۳     |